# Lijst van schilderijen van Antoine Watteau
Deze lijst geeft een overzicht van de schilderijen van de Franse kunstenaar Antoine Watteau (1684-1721). Omdat veel schilderijen ook buiten Frankrijk bekend staan onder de Franse titels, zijn die erbij vermeld.
| Afbeelding | Franse titel                                                                                             | Vertaling | Techniek                                                   | Afmetingen h × b cm | Verblijfplaats                                     | Opmerkingen                              |
| ---------- | --- | --- | ---------------------------------------------------------- | ------------------- | -------------------------------------------------- | ---------------------------------------- |
|            | Danse à la Campagne                                                                                      | Dans op het platteland | olieverf op doek                                           | 49,5 × 60           | Indianapolis, Indianapolis Museum of Art           |                                          |
|            | Le Repos                                                                                                 | Rust | olieverf op doek                                           | 32 × 42             | Madrid, Museo Thyssen-Bornemisza                   |                                          |
|            | Le Bivouac                                                                                               | Bivak | olieverf op doek                                           | 32 × 45             | Moskou, Poesjkinmuseum                             |                                          |
|            | Danse de fermiers devant une auberge                                                                     | Boerendans voor een herberg | olieverf op doek                                           | 23 × 17             | Valenciennes, Musée des Beaux-Arts de Valenciennes |                                          |
|            | Embarquement pour Cythère                                                                                | Inscheping naar Cythera | olieverf op doek                                           | 44 × 54             | Frankfurt, Städel Museum                           |                                          |
|            | Baptême d'un enfant royal of Louis XIV décore du cordon bleu le duc de Bourgogne, père du futur Louis XV | Doop van een koningskind of Lodewijk XIV geeft de hertog van Bourgondië, vader van de latere Lodewijk XV, het blauwe ordelint van de ridders van de orde van de Heilige Geest | olieverf op doek                                           | 64 × 91             | Warschau, Nationaal Museum van Warschau            | Prent naar het schilderij:               |
|            | Arlequin empereur dans la lune                                                                           | Arlecchino als keizer van de maan | olieverf op doek                                           | 65 × 82             | Nantes, Musée d'Arts de Nantes                     |                                          |
|            | Le Royaume de l'Amour                                                                                    | Het rijk van Amor | olieverf op doek                                           | 13 × 18             | Privéverzameling (veiling Sotheby's 2012)          |                                          |
|            | La Porte de Valenciennes                                                                                 | De stadspoort van Valenciennes | olieverf op doek                                           | 32 × 41             | New York, Frick Collection                         |                                          |
|            | L'Accordée de Village                                                                                    | De verloofde van het dorp | olieverf op doek                                           | 63 × 92             | Londen, Sir John Soane's Museum                    | Prent naar het schilderij (Rijksmuseum): |
|            | Signature du contrat de mariage et danse à la campagne                                                   | Ondertekening van het huwelijkscontract en plattelandsdans |                                                            |                     | Madrid, Museo Nacional del Prado                   |                                          |
|            | Acteurs de la Comédie-Francaise                                                                          | Acteurs van de Comédie-Francaise | olieverf op paneel                                         | 20 × 25             | Sint-Petersburg, Hermitage                         |                                          |
|            | La Balançoire                                                                                            | De schommel | olieverf op doek                                           | 95 × 73             | Helsinki, Kunstmuseum Sinebrychoff                 |                                          |
|            | Pierrot Content                                                                                          | Pierrot tevreden | olieverf op paneel                                         | 35 × 32             | Madrid, Museo Thyssen-Bornemisza                   |                                          |
|            | Le Voleur de nid de moineau                                                                              | De mussennestrover | olieverf op papier, gelijmd op papier, bevestigd op paneel | 23 × 18             | Edinburgh, National Gallery of Scotland            |                                          |
|            | L'Enchanteur                                                                                             | De bezweerder | olieverf op koper                                          | 19 × 24             | Troyes, Musée Saint-Loup                           |                                          |
|            | L'Aventurier                                                                                             | De avonturierster | olieverf op koper                                          | 18,9 × 23,7         | Troyes, Musée Saint-Loup                           |                                          |
|            | Fête dans un parc                                                                                        | Feest in een park | olieverf op doek                                           | 19 × 24             | Madrid, Museo Nacional del Prado                   |                                          |
|            | La Rêveuse                                                                                               | De mijmeraarster | olieverf op paneel                                         | 23 × 17             | Chicago, Art Institute of Chicago                  |                                          |
|            | La Partie carrée                                                                                         | Het viertal | olieverf op doek                                           | 49 × 63             | San Francisco, Fine Arts Museums of San Francisco  |                                          |
|            | Nu couché                                                                                                | Liggend naakt | olieverf op paneel                                         | 14 × 17             | Pasadena, Norton Simon Museum                      |                                          |
|            | Voulez vous triompher des Belles?                                                                        | Wilt u de schonen veroveren? | olieverf op paneel (eiken)                                 | 36 × 27             | Londen, Wallace Collection                         |                                          |
|            | Paysage du soir avec une fileuse                                                                         | Avondlandschap met een spinster | olieverf op doek                                           | 55 × 66             | Rotterdam, Museum Boijmans Van Beuningen           |                                          |
|            | Paysage avec une chute d'eau                                                                             | Landschap met een waterval | olieverf op doek                                           | 72 × 106            | Sint-Petersburg, Hermitage                         |                                          |
|            | La Perspective (Vue à travers les arbres, dans le parc de Pierre Crozat)                                 | Het perspectief (Gezicht door de bomen, in het park van Pierre Crozat) | olieverf op doek                                           | 47 × 55             | Boston, Museum of Fine Arts                        |                                          |
|            | Idylles de guerre                                                                                        | De voordelen van de oorlog (Oorlogsidyllen) | olieverf op koper                                          | 21 × 33             | Sint-Petersburg, Hermitage                         |                                          |
|            | Difficultés de la guerre                                                                                 | De nadelen van de oorlog | olieverf op koper                                          | 21 × 33             | Sint-Petersburg, Hermitage                         |                                          |
|            | L'Amour désarmé                                                                                          | Amor ontwapend | olieverf op doek                                           | 47 × 38             | Chantilly, Musée Condé (Kasteel van Chantilly)     |                                          |
|            | Le Donneur de sérénades (Le Mezetin)                                                                     | De serenadezanger of Mezzetino | olieverf op paneel                                         | 24 × 17             | Chantilly, Musée Condé (Kasteel van Chantilly)     |                                          |
|            | La Proposition embarrassante                                                                             | Het gênante aanzoek | olieverf op doek                                           | 65 × 84             | Sint-Petersburg, Hermitage                         |                                          |
|            | Diane au bain                                                                                            | Badende Diana | olieverf op doek                                           | 80 × 101            | Parijs, Louvre                                     |                                          |
|            | Nymphe de la fontaine                                                                                    | Nimf van de bron | olieverf op doek                                           | 74 × 78             | Privéverzameling (veiling Sotheby's 2012)          |                                          |
|            | L'Amante inquiète                                                                                        | De bezorgde minnares | olieverf op paneel                                         | 24 × 17             | Chantilly, Musée Condé (Kasteel van Chantilly)     |                                          |
|            | La Comédie française                                                                                     | De Franse komedie | olieverf op paneel                                         | 39 × 49             | Berlijn, Gemäldegalerie                            |                                          |
|            | La Comédie italienne                                                                                     | De Italiaanse komedie | olieverf op paneel                                         | 38 × 49             | Berlijn, Gemäldegalerie                            |                                          |
|            | La Gamme de l'amour                                                                                      | De toonladder van de liefde | olieverf op doek                                           | 51 × 60             | Londen, National Gallery                           |                                          |
|            | Portrait d'un gentilhomme voorheen Portrait de Jean de Jullienne                                         | Portret van een heer, voorheen Portret van Jean de Julienne | olieverf op doek                                           | 130 × 97            | Parijs, Louvre                                     |                                          |
|            | La Leçon de chant                                                                                        | De zangles | olieverf op doek                                           | 40 × 32             | Madrid, Koninklijk Paleis van Madrid               |                                          |
|            | Le Plaisir pastoral                                                                                      | Pastoraal genot | olieverf op paneel                                         | 31 × 44             | Chantilly, Musée Condé (Kasteel van Chantilly)     |                                          |
|            | Vertumne et Pomone                                                                                       | Vertumnus en Pomona | olieverf op paneel                                         | 41 × 29             | Parijs, collectie Wildenstein                      |                                          |
|            | Nymphe et satyre (Jupiter et Antiope)                                                                    | Nimf en sater (Jupiter en Antiope) | olieverf op doek                                           | 73 × 107            | Parijs, Louvre                                     |                                          |
|            | L'Automne                                                                                                | De herfst | olieverf op doek                                           | 48 × 40             | Parijs, Louvre                                     |                                          |
|            | Savoyard avec une marmotte pendant                                                                       | Savoyard met een marmot | olieverf op doek                                           | 40 × 32             | Sint-Petersburg, Hermitage                         |                                          |
|            | Les Deux Cousines                                                                                        | Twee nichtjes | olieverf op doek                                           | 30 × 36             | Parijs, Louvre                                     |                                          |
|            | L'Indifférent                                                                                            | De onverschillige | olieverf op paneel                                         | 25 × 19             | Parijs, Louvre                                     | Pendant van La Finette                   |
|            | La Finette (Jeune femme jouant du théorbe)                                                               | De schalkse theorbe-speelster | olieverf op paneel                                         | 25 × 19             | Parijs, Louvre                                     | Pendant van L'indifférent                |
|            | Quadrille (La Contredanse)                                                                               | | olieverf op doek                                           | 44,5 × 54,6         | San Francisco, Fine Arts Museums of San Francisco  |                                          |
|            | La Leçon d'amour                                                                                         | De liefdesles | olieverf op paneel                                         | 44 × 61             | Stockholm, Nationalmuseum                          |                                          |
|            | La Sérénade italienne                                                                                    | Italiaanse serenade | olieverf op paneel                                         | 33 × 27             | Stockholm, Nationalmuseum                          |                                          |
|            | L'Age d'or                                                                                               | De gelukkige tijd | olieverf op paneel                                         | 20 × 24             | Fort Worth, Kimbell Art Museum                     |                                          |
|            | Cérès (L'Été)                                                                                            | Ceres (de zomer) | olieverf op doek                                           | 142 × 116           | Washington, National Gallery of Art                |                                          |
|            | Le Pèlerinage à l'île de Cythère (L'Embarquement pour Cythère)                                           | Pelgrimage naar het eiland Cythera (Inscheping naar Cythera) | olieverf op doek                                           | 129 × 194           | Parijs, Louvre                                     |                                          |
|            | L'Embarquement pour Cythère                                                                              | Inscheping naar Cythera | olieverf op doek                                           | 92 × 130            | Berlijn, Slot Charlottenburg                       |                                          |
|            | Le Faux pas                                                                                              | De misstap | olieverf op doek                                           | 40 × 31             | Parijs, Louvre                                     |                                          |
|            | Les Plaisirs du bal                                                                                      | De geneugten van het bal | olieverf op doek                                           | 52 × 65             | Dulwich, Dulwich Picture Gallery                   |                                          |
|            | Les Bergers of (Fêtes galantes)                                                                          | De herders (Fêtes galantes) | olieverf op doek                                           | 26 × 19             | Berlijn, Slot Charlottenburg                       |                                          |
|            | Assemblée dans un parc                                                                                   | Gezelschap in een park | olieverf op paneel                                         | 32 × 46             | Parijs, Louvre                                     |                                          |
|            | Pour nous prouver que cette belle ou Leçon de musique                                                    | De muziekles | olieverf op paneel                                         | 16 × 20             | Londen, Wallace Collection                         |                                          |
|            | Rendez-vous de Chasse                                                                                    | Onderbreking van de jacht | olieverf op doek                                           | 124 × 189           | Londen, Wallace Collection                         |                                          |
|            | L'Île enchantée                                                                                          | Het betoverde eiland | olieverf op doek                                           | 46 × 56             | Privéverzameling (Zwitserland)                     |                                          |
|            | Sous un habit de Mezetin of Société avec un musicien                                                     | Gekleed als Mezzetino (Gezelschap met een muzikant) | olieverf op paneel                                         | 28 × 21             | Londen, Wallace Collection                         |                                          |
|            | Une femme à sa toilette                                                                                  | Vrouw bij haar toilet | olieverf op paneel                                         | 45 × 38             | Londen, Wallace Collection                         |                                          |
|            | La Boudeuse                                                                                              | De pruilster | olieverf op doek                                           | 42 × 34             | Sint-Petersburg, Hermitage                         |                                          |
|            | Les Charmes de la vie                                                                                    | De charmes van het leven | olieverf op doek                                           | 67 × 92             | Londen, Wallace Collection                         |                                          |
|            | La Danse (Iris)                                                                                          | De dans (Iris) | olieverf op doek                                           | 97 × 116            | Berlijn, Gemäldegalerie                            |                                          |
|            | Société en plein air                                                                                     | Gezelschap in de openlucht | olieverf op doek                                           | 114 × 167           | Berlijn, Gemäldegalerie                            |                                          |
|            | Le Jugement de Pâris                                                                                     | Het oordeel van Paris | olieverf op paneel                                         | 47 × 31             | Parijs, Louvre                                     |                                          |
|            | Fête champêtre                                                                                           | Fête champêtre | olieverf op paneel                                         | 49 × 64             | Chicago, Art Institute of Chicago                  |                                          |
|            | Pierrot voorheen Gilles                                                                                  | Pierrot voorheen Gilles | olieverf op doek                                           | 184 × 149           | Parijs, Louvre                                     |                                          |
|            | Fêtes vénitiennes                                                                                        | Venetiaanse feesten | olieverf op doek                                           | 56 × 46             | Edinburgh, National Gallery of Scotland            |                                          |
|            | Divertissement en plein air                                                                              | Vertier in de openlucht | olieverf op doek                                           | 60 × 75             | Dresden, Gemäldegalerie Alte Meister               |                                          |
|            | La Fête de l'amour                                                                                       | Het feest van de liefde | olieverf op doek                                           | 61 × 75             | Dresden, Gemäldegalerie Alte Meister               |                                          |
|            | Mezzetin                                                                                                 | Mezzetino | olieverf op doek                                           | 55 × 43             | New York, Metropolitan Museum of Art               |                                          |
|            | Le Repos pendant la fuite en Égypte                                                                      | Rust tijdens de vlucht naar Egypte | olieverf op doek                                           | 117 × 98            | Sint-Petersburg, Hermitage                         |                                          |
|            | Le Repos pendant la fuite en Égypte                                                                      | Rust tijdens de vlucht naar Egypte |                                                            |                     | Las Vegas, Guggenheim Hermitage Museum             |                                          |
|            | La Surprise                                                                                              | De verrassing | olieverf op paneel                                         | 36 × 28             | Los Angeles, Getty Center                          | Pendant van L'Accord parfait             |
|            | L'Accord parfait                                                                                         | Perfecte harmonie | olieverf op paneel (kastanje)                              | 33 × 28             | Los Angeles, Los Angeles County Museum of Art      | Pendant van La Surprise                  |
|            | Les Comédiens italiens                                                                                   | De Italiaanse toneelspelers | olieverf op doek                                           | 64 × 76             | Washington, National Gallery of Art                |                                          |
|            | Les Comédiens français                                                                                   | De Franse toneelspelers | olieverf op doek                                           | 57 × 73             | New York, Metropolitan Museum of Art               |                                          |
|            | Fête galante dans un sous-bois                                                                           | Fête galante in een bos | olieverf op doek                                           | 127 × 192           | Londen, Wallace Collection                         |                                          |
|            | L'Enseigne de Gersaint                                                                                   | Het uithangteken van Gersaint | olieverf op doek                                           | 166 × 306           | Berlijn, Slot Charlottenburg                       |                                          |
|            | Les Champs Elisées                                                                                       | De Elysese Velden | olieverf op paneel (walnoot)                               | 31 × 41             | Londen, Wallace Collection                         |                                          |

## Verantwoording
- Dit artikel of een eerdere versie ervan is een (gedeeltelijke) vertaling van het artikel Liste de peintures d'Antoine Watteau op de Franstalige Wikipedia, dat onder de licentie Creative Commons Naamsvermelding/Gelijk delen valt. Zie de bewerkingsgeschiedenis aldaar.

## Aanvullende bronnen
- Marianne Roland Michel (1984): Watteau. An Artist of the Eightteenth Century, Secaucus (New Jersey): Chartwell Books.